# Waduk Ketro
Waduk Ketro är en sjö i Indonesien.   Den ligger i provinsen Jawa Tengah, i den västra delen av landet, 500 km öster om huvudstaden Jakarta. Waduk Ketro ligger 97 meter över havet. Arean är 0,77 kvadratkilometer. Trakten runt Waduk Ketro består till största delen av jordbruksmark. Den sträcker sig 0,9 kilometer i nord-sydlig riktning, och 1,6 kilometer i öst-västlig riktning.